# Rambrouch
Rambrouch är en kommun och en liten stad i västra Luxemburg. Den ligger i kantonen Canton de Redange och distriktet Diekirch, i den västra delen av landet, 30 km nordväst om huvudstaden Luxemburg. Antalet invånare är 4 071. Arean är 79 kvadratkilometer. Rambrouch gränsar till Boulaide, Esch-sur-Sûre, Wahl, Préizerdaul, Redange-sur-Attert, Ell, Attert, Martelange och Fauvillers.
Terrängen i Rambrouch är platt åt nordväst, men åt sydost är den kuperad.

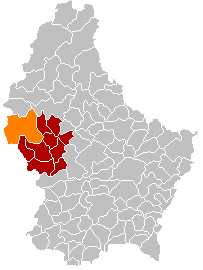
Rambrouch markerad med orange i karta över Luxemburg

Omgivningarna runt Rambrouch är en mosaik av jordbruksmark och naturlig växtlighet. Runt Rambrouch är det ganska tätbefolkat, med 129 invånare per kvadratkilometer.